# Lothar II. (Lothringen)

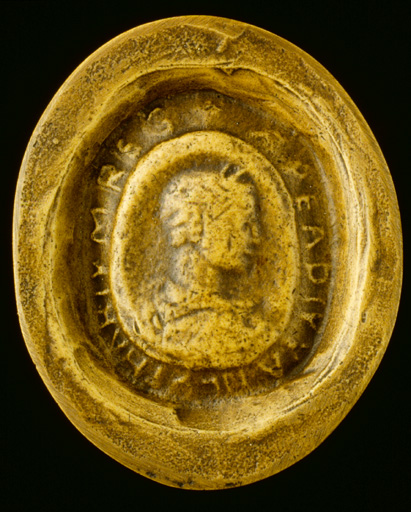
Siegel von Lothar II.

Lothar II. (* um 835; † 8. August 869 bei Piacenza) aus der Familie der Karolinger war von 855 bis 869 fränkischer König.

## Leben
Lothar war der zweite Sohn Kaiser Lothars I. und dessen Ehefrau Irmingard von Tours. Kurz vor seinem Tod 855 teilte Lothar I. sein Reich – das Lotharii Regnum oder Mittelreich – zwischen seinen drei Söhnen  in der Reichsteilung von Prüm auf: Der älteste Sohn Ludwig erhielt Italien und den Kaisertitel, Lothar II. bekam Lotharingien (aus dem das spätere Lothringen hervorging), einschließlich der Residenz Aachen, und dem jüngsten Sohn Karl wurden die Provence und Burgund zugesprochen.
Lothars Leben war vor allem geprägt von der Kinderlosigkeit seiner Frau. Im Jahr 855 heiratete Lothar Theutberga, die Tochter des Grafen Boso von Arles. Da die Ehe jedoch kinderlos blieb, trennte sich Lothar 860 von seiner Frau, um 862 seine Mätresse Waldrada zu heiraten, mit der er bereits einen Sohn, Hugo, hatte. Obwohl die Aachener Synoden von 860 und 862 das Vorgehen des Königs absegneten, führte dies zu einem langwierigen Streit. Erzbischof Hinkmar von Reims, ein enger Berater Karls des Kahlen, prangerte auf dessen Betreiben in einer Denkschrift diesen Beschluss an, woraufhin Papst Nikolaus I. sich in die Sache einschaltete.
Nachdem 862 auf der Synode von Metz in Anwesenheit der päpstlichen Legaten die Scheidung (angeblich durch Bestechung) abermals anerkannt worden war, ging Ado von Vienne, zu der Zeit Lehrer an der Klosterschule Prüm, nach Rom, um Beschwerde dagegen einzulegen. Der Papst widerrief die Entscheidung und exkommunizierte die Erzbischöfe Gunthar von Köln und Theutgaud von Trier, die auf der Synode von Metz die treibende Kraft gewesen waren. 868 exkommunizierte Papst Nikolaus auch Waldrada.
Papst Hadrian II. erlaubte schließlich Lothar, seine Angelegenheit persönlich in Rom vorzutragen. Lothar reiste zuerst nach Ravenna, wo er seinen Bruder, Kaiser Ludwig II. vermutete. Dieser war aber an den Kriegsschauplätzen in Süditalien unabkömmlich und ließ ihm durch Boten ausrichten, das Land zu verlassen und wieder heimzukehren. Lothar reiste trotzdem weiter nach Benevent, wo er seinen Bruder antraf. Hier setzte er ihm so lange zu, bis sich Kaiserin Engelberga bereit erklärte, ein Zusammentreffen mit Papst Hadrian II. in die Wege zu leiten und Lothar zu begleiten. Das Treffen mit dem Papst kam dann im Juli 869 auf Monte Cassino zustande. Papst Hadrian II. lehnte es ab, Lothars zweite Ehe anzuerkennen. Er verwies darauf, dass diese Frage nur von einem abendländischen großen Konzil geklärt werden könne, zu dem auch die fränkischen Bischöfe nach Rom kommen sollten. Bei der Messe reichte Papst Hadrian II. Lothar II. auf dessen ausdrücklichen Wunsch die Kommunion, wodurch Lothar II. wieder in die Gemeinschaft der Kirche aufgenommen wurde und seine Exkommunikation als öffentlicher Sünder rückgängig gemacht wurde. Lothar musste allerdings zuvor dem Papst versichern, dass er nach Waldradas Exkommunikation mit dieser nicht mehr zusammengekommen war. Auf der Rückreise in den Norden machte er in Rom halt, wo ihm der Papst ein Hochamt zu seinen Ehren verweigerte. Trotzdem kam es zu einem Essen im Lateranpalast, wo Geschenke ausgetauscht werden. Frohgemut brach Lothar II. von Rom auf. In Lucca wurde er aber von einem Fieber befallen, das auch unter seinen Gefolgsleuten wütete. Auf der Weiterreise starb Lothar II. in Piacenza und wurde in der Kirche Sant’Antonino begraben.
Nach Lothars Tod wurde das Mittelreich 870 im Vertrag von Meersen zwischen Karl dem Kahlen und Ludwig dem Deutschen aufgeteilt. Plan und Modalitäten der Teilung waren bereits 867 in der Abtei Sankt Arnulf gefasst worden; Bürgen dieses Handels waren seitens Ludwig Hinkmar von Reims, Hinkmar von Laon und Odo von Beauvais, auf Seiten Karls Erzbischof Liutbert von Mainz, Altfrid von Hildesheim und Witgar von Augsburg.
Theutberga wurde in Lothars Todesjahr Äbtissin von Sainte-Glossinde in Metz, sie starb vor dem 25. November 875. Waldrada starb nach dem 9. April 868 als Nonne im Kloster Remiremont.

## Nachkommen
von Waldrada:
- Hugo (* vor 863; † nach 895 in der Abtei Prüm)
- Gisela von Nivelles (auch Gisla; * zw. 860 und 865; † zw. 21. Juni und 26. Oktober 907)
- Berta von Lotharingen (863–925), Gräfin von Arles und Markgräfin von Tuszien